# Zschadraß
Zschadraß est une ancienne commune de Saxe (Allemagne), située dans l'arrondissement de Leipzig, dans le district de Leipzig, qui fait partie de la ville de Colditz depuis 2011.